# 304 f.Kr.

## Händelser

### Efter plats

#### Grekland
- Belägringen av Rhodos tar slut efter ett år, när Demetrios Poliorketes stöter på hårdnackat motstånd från stadens befolkning, som får stöd av Ptolemaios (vilket ger Ptolemaios hederstiteln Soter (Frälsare)). Antigonos sluter då ett fredsavtal och en allians med denna ö-stat samt garanterar den autonomi och neutralitet i hans konflikt med Ptolemaios.
- Kassander invaderar Attika och belägrar Aten. Demetrios Poliorketes driver dock ut honom ur centrala Grekland och befriar staden. I gengäld förärar atenarna honom den nya religiösa hederstiteln synnaos ("havande samma tempel") i gudinnan Athenas tempel.

#### Sicilien
- Tyrannen Agathokles antar titeln kung av Sicilien samt utökar sitt inflytande till södra Italien och Adriatiska havet.

#### Romerska republiken
- Det andra samnitiska kriget tar formellt slut med ett fredsavtal, där samniterna får fred på villkor, som är hårda, men inte så förkrossande, som de i fredsavtalet mellan romarna och etruskerna fyra år tidigare. Enligt freden erhåller Rom inga nya territorier, men samniterna avsäger sig ensamrätten över Kampanien. Romarna är också framgångsrika i att göra slut på upproren bland stammarna runt det romerska territoriet.

#### Indien
- Den Mauryanske kejsaren Chandragupta Maurya besegrar Seleukos I när han försöker invadera Indien.

## Födda
- Asoka den store, indisk kejsare och härskare över Mauryariket i nuvarande östra Indien från 273 till sin död 232 f.Kr.